# Krasnogorsk (cámara)

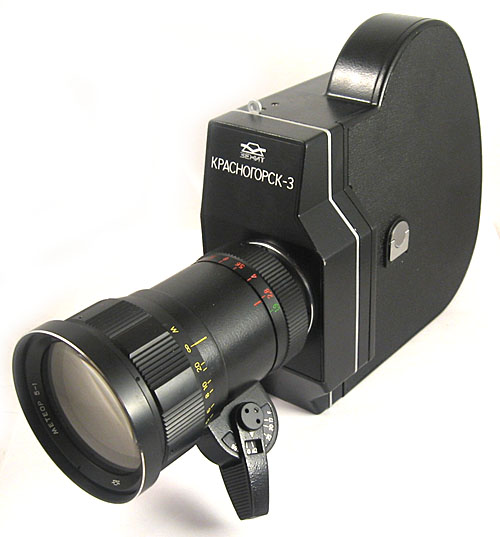
Modelo Krasnogorsk-3.

La cámara Krasnogorsk (Красногорск) es un tipo de cámara de cine de carrete de 16mm, producido en la antigua Unión Soviética y todavía en la actualidad utilizado globalmente. Se produjeron un total de 105 435 cámaras de su modelo más popular, el Krasnogorsk-3 (abreviado K-3), entre 1971 y 1993.
El nombre «Krasnogorsk» proviene del suburbio homónimo de Moscú donde se encontraba la planta de fabricación original. Estas cámaras tienen una gran fama de ser autónomas, funcionales y de fabricación simple. La industria rusa ponía grande énfasis en la facilidad de reparar y la durabilidad de sus productos, a pesar de que fueran menos sofisticados que sus análogos occidentales.

## Historia
Krasnogorsk es una localidad de la óblast de Moscú (Rusia). Surgió en los años 30 del siglo XX, creada con los cánones soviéticos como ciudad residencial e industrial. En la actualidad tiene más de 100 000 habitantes y es conocida principalmente por la producción salida de sus fábricas durante los años 70, 80 y 90. La empresa Krasnogorski Mekhanicheskii Zavod (KMZ) producía cámaras fotográficas y cinematográficas. Son muy reconocidas las cámaras Zenit y también su línea de cámaras de 16mm, las Krasnogorsk.
Las cámaras de la serie Krasnogorsk empezaron a fabricarse a finales de los años 60 y principios de los años 70. Se convirtieron en un aparato muy célebre y popular en todos los países del bloque comunista.
Estas cámaras eran fuertes y resistentes, ideales para condiciones extremas (mucha resistencia al frío), y absolutamente autónomas y funcionales, en comparación a la maquinaria de la época. No requiere ningún tipo de batería, excepto por el fotómetro interno que lleva incorporado. Como ya se ha mencionado, a diferencia de las cámaras de 16mm de la época, la Krasnogorsk se concibió como una cámara ligera y funcional (para reportar y documentar).
Aun así, dispone de unas prestaciones técnicas interesantes y profesionales. Por ejemplo, el modelo Krasnogorsk-3 (el más popular de esta producción), salía de fábrica con una óptica de buena calidad, la Meteoro 5-1. Estaba equipada con un zum 17-69 mm y una apertura de diafragma de 1.9, y las velocidades de filmación abarcaban desde los 8 f.p.s. hasta los 48 f.p.s.
En relación con el contexto social y económico, esta cámara se presentó como un producto barato, asequible para el uso amateur. De este modo, muchos aficionados en el cine tuvieron la posibilidad de acceder a los 16mm (uno de los formatos más interesantes dentro del mundo del cine, y con características de producción profesional). La Krasnogorsk-3 era una cámara prácticamente desconocida en Occidente. No existía ninguna cámara barata de 16mm de uso amateur en el mundo capitalista. Es posible que la Krasnogorsk hubiera tenido una vida comercial muy interesante durante los primeros años de producción de haber alcanzado los mercados internacionales.
En los primeros años de la década de los 90, las Krasnogorsk-3 dejaron de fabricarse a causa de la aparición del vídeo. Actualmente se ha abierto un pequeño mercado global que las ha recuperado, el cual no se conforma con el material digital, sino que quiere volver al celuloide. Por lo tanto, hay un público muy concreto que está volviendo al formato de los 16mm, utilizando las Krasnogorsk-3. Es una cámara muy popular actualmente en las escuelas de cine, como por ejemplo en la ESCAC, de Tarrasa.
La Krasnogorsk-3 tiene algunas leyendas asociadas bastante curiosas. Se dice que Krzysztof Kieślowski se inició con esta cámara, y que Spike Lee filmó algunos planos de su película Get on the Bus con una K-3.

## Características principales
| Tipo de película       | 6 mm de perforación simple o doble           |
| Fotogramas por segundo | 6-50 fps                                     |
| Óptica                 | 17-69mm F1.9 Zum                             |
| Distancia focal        | 2 metros / 6,6 pies (1 metro usando dioptre) |
| Visor                  | Rotating-mirror reflex                       |
| Dioptría               | -4 a +5                                      |
| Ángulo de obturación   | 150 grados                                   |

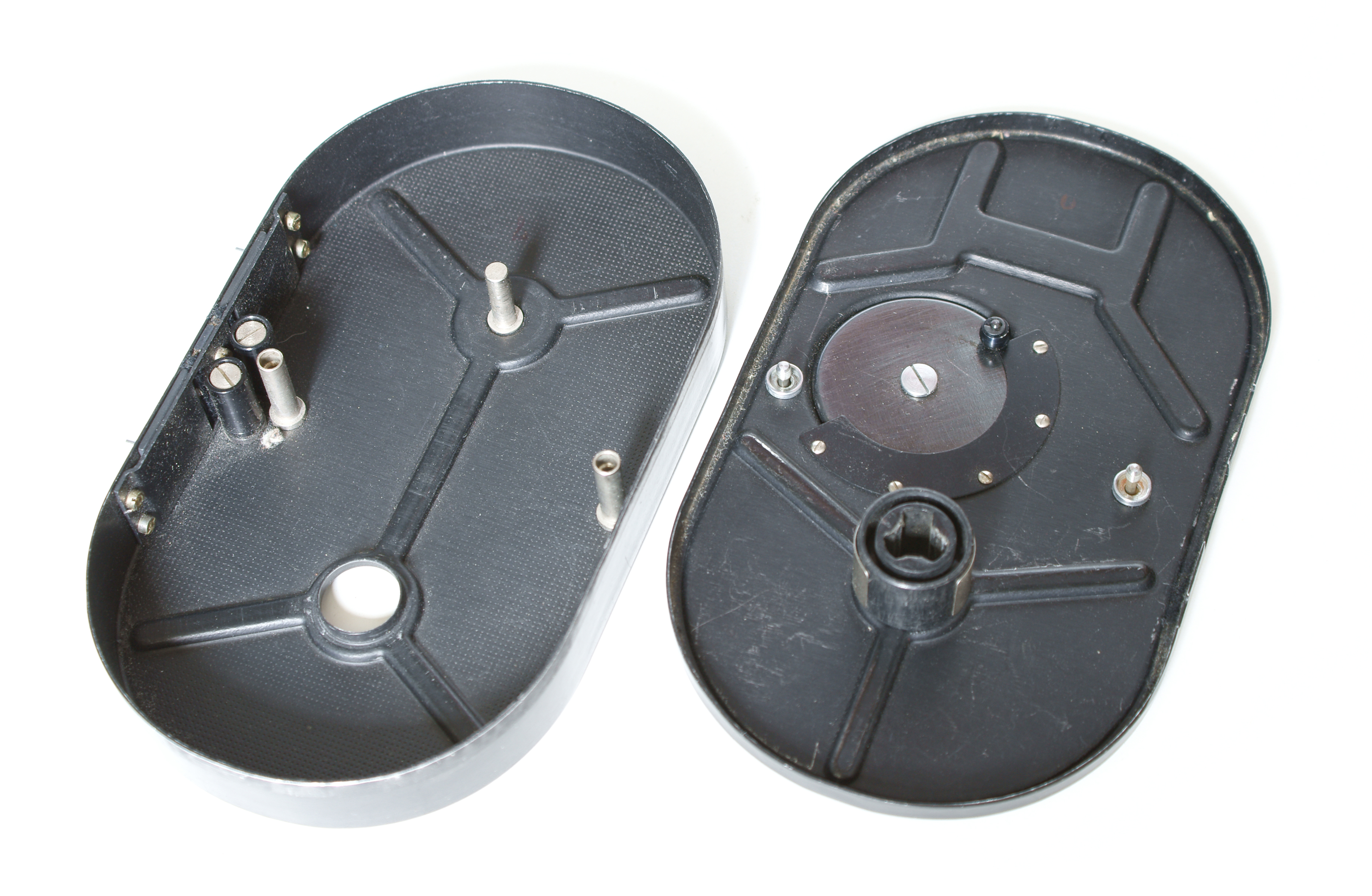
Las partes de la cámara

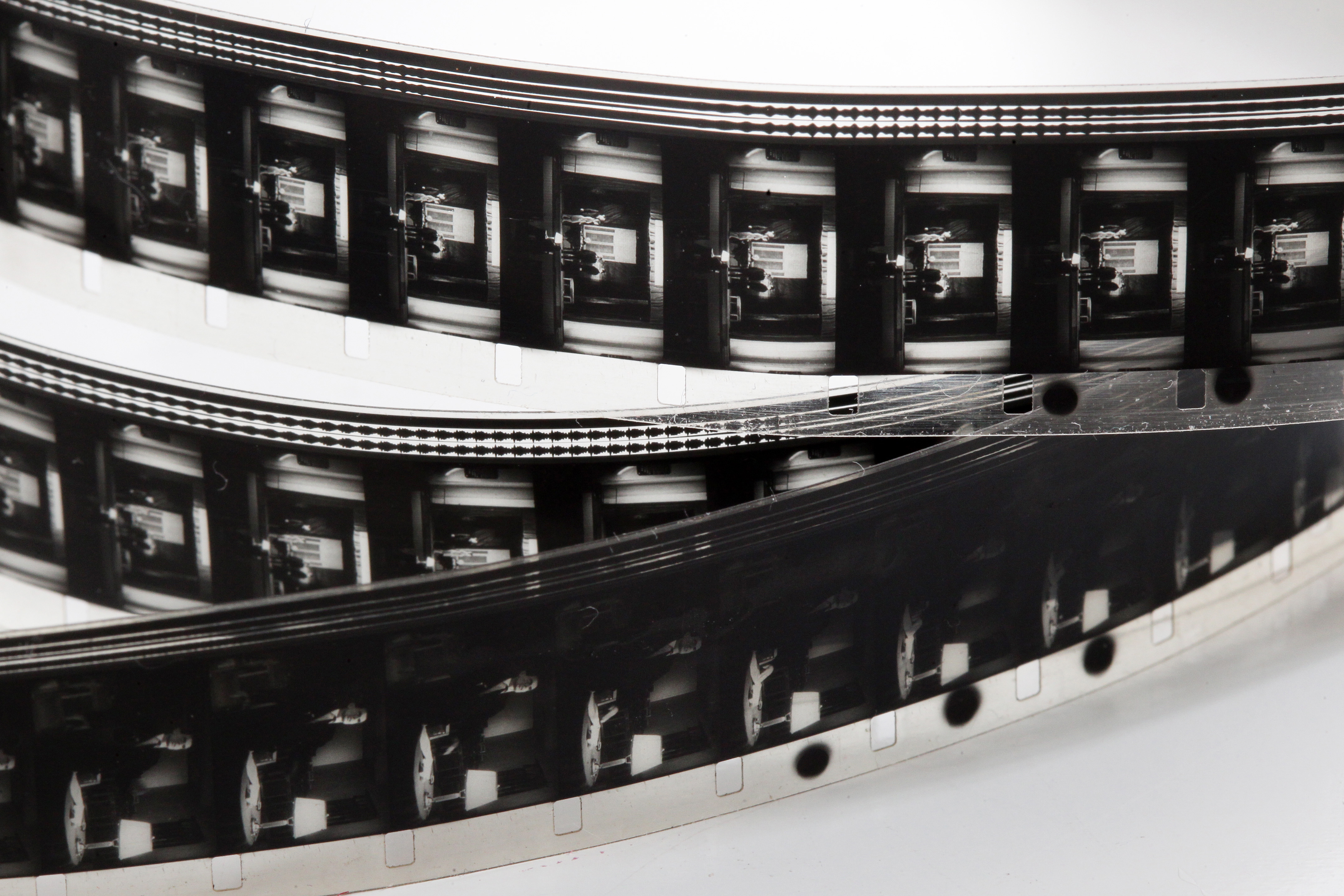
Cinta de 16mm

La batería PX640 necesaria para activar el fotómetro interno ya no se fabrica por su contenido de mercurio. Usar una pila alcalina no daría resultados correctos debido a su voltaje diferente y a la diferente curva de descarga. La que sí que puede funcionar bien, con un adaptador adecuado, es una batería de zinc-aire. Pero normalmente, hoy en día, con la K-3 se usan fotómetros externos digitales, más precisos.

## Utilización
A la hora de filmar con un sistema analógico, la operación se realiza registrando una cantidad de imágenes o fotogramas sobre un rollo de película o emulsión sensible a la luz.
El funcionamiento básico de la cámara se inicia en un objetivo que recoge la luz de la escena, enfocando y dirigiéndola sobre la emulsión, que se convierte en latente, al abrirse el obturador durante el llamado tiempo de exposición.
La película avanza, al cerrarse el obturador, por un sistema de arrastre mecánico accionado por un motor que se adapta a las perforaciones de la emulsión. Todos estos elementos se encuentran contenidos en un recipiente completamente opaco, al que se le añade exteriormente un chasis herméticamente cerrado, en el cual se encuentra el negativo.
El visor de la cámara permite tener visión y control de la imagen que se está filmando.